# Thera obeliscata
Thera obeliscata là một loài bướm đêm thuộc họ Geometridae. Nó được tìm thấy ở khắp châu Âu.
Sải cánh dài 28–36 mm. Con trưởng thành bay từ tháng 4 đến tháng 10 tùy theo địa điểm.
Ấu trùng chủ yếu ăn Pine và Spruce.

## Hình ảnh

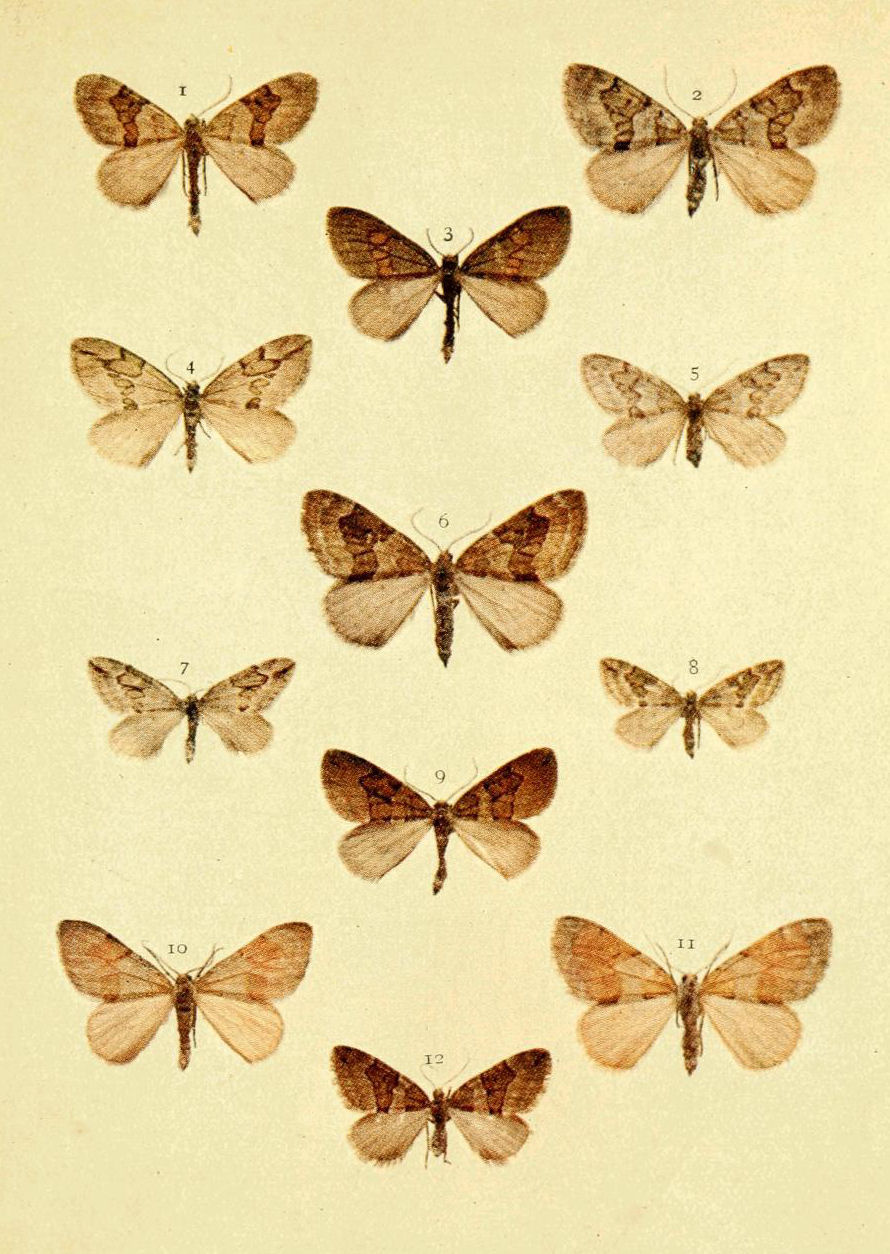
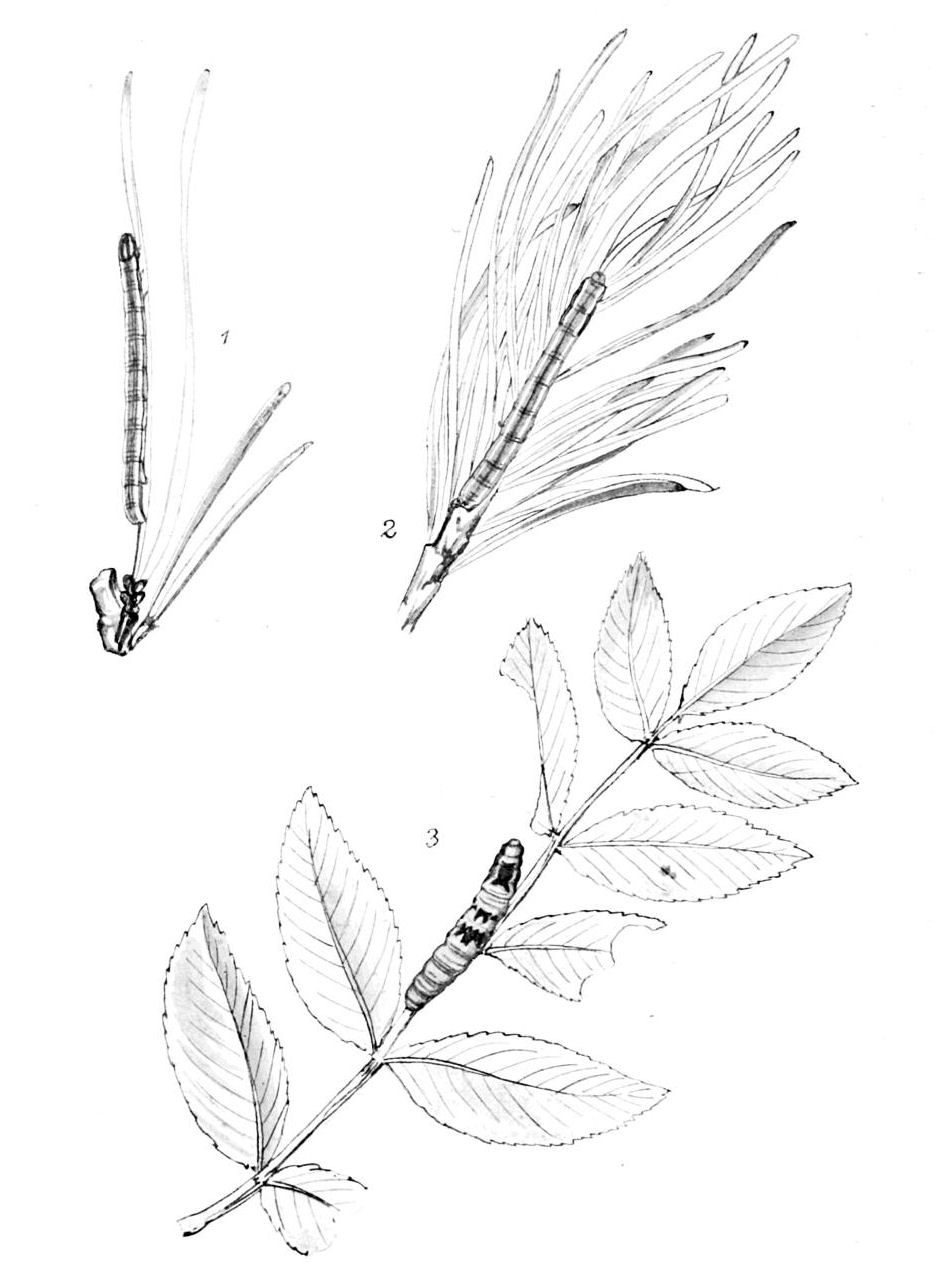
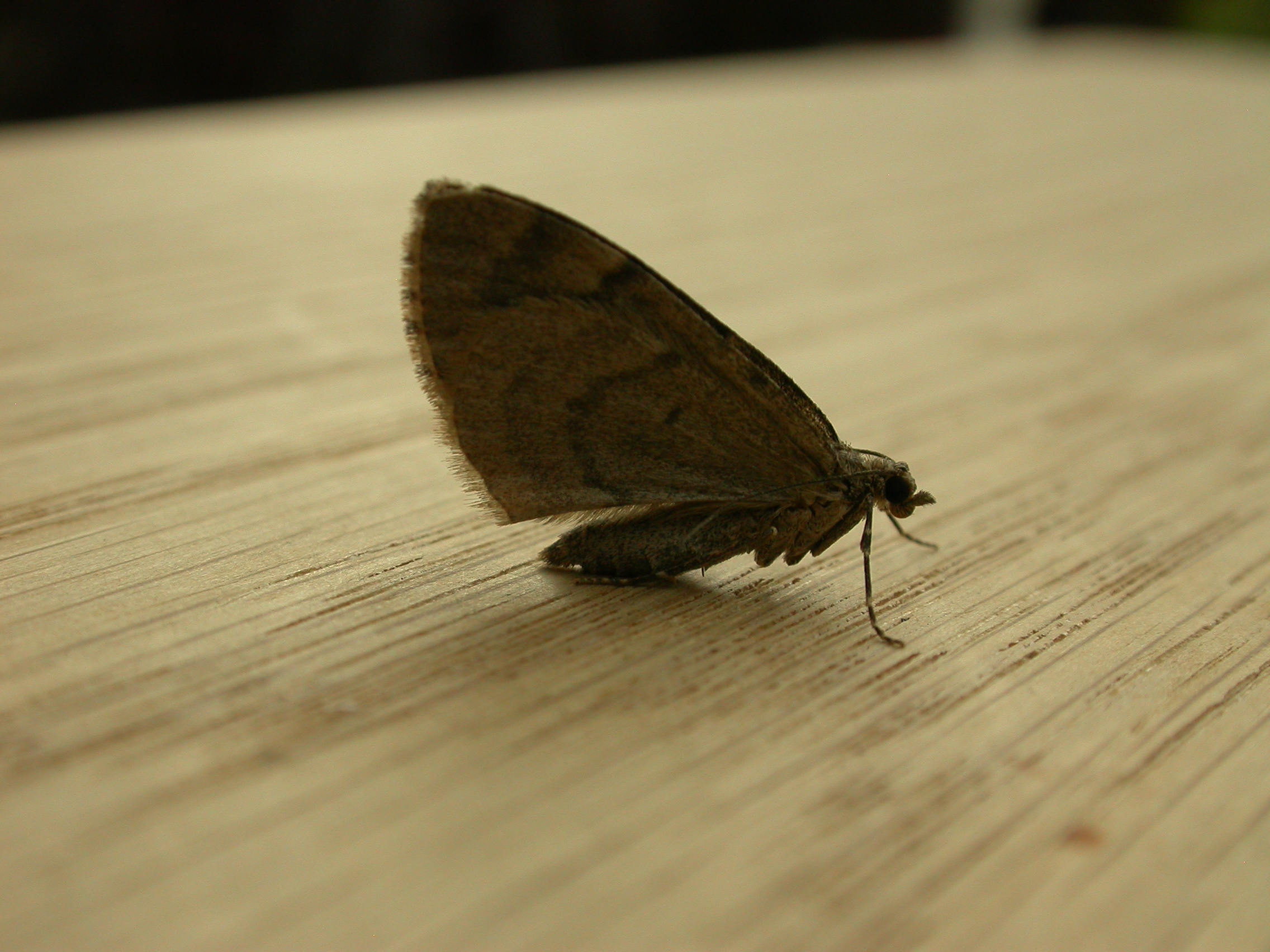
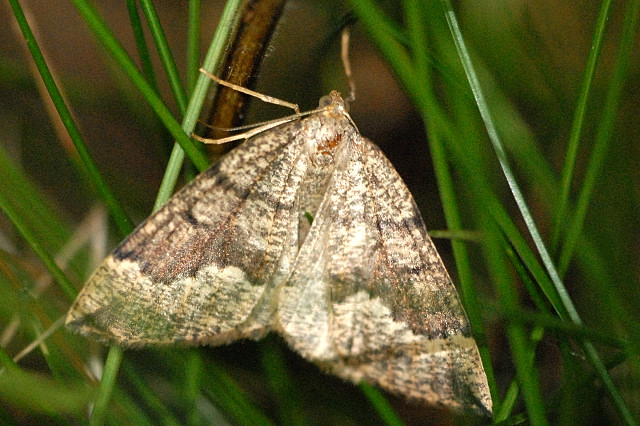